# Martin Schiller (Fußballspieler)
Martin Schiller (* 6. Mai 1916; † nach 1947) war ein deutscher Fußballspieler.

## Karriere
Schiller gehörte dem TSV 1860 München als Stürmer an, für den er zunächst von 1935 bis 1942 in der Gauliga Bayern, in einer von zunächst 16, später auf 23 aufgestockten Gauligen zur Zeit des Nationalsozialismus als einheitlich höchste Spielklasse im Deutschen Reich – kriegsbedingt – von 1942 bis 1944 in der Gauliga Südbayern und zuletzt, 1944/45 in der Gauliga München/Oberbayern, Punktspiele bestritt.
Die Saison 1940/41 schloss er mit seiner Mannschaft als Gaumeister Bayern ab, kam in der Endrunde um die Deutsche Meisterschaft jedoch nicht zum Einsatz.
Die Saison 1942/43 schloss er mit seiner Mannschaft als Gaumeister Südbayern ab und nahm erstmals in der Endrunde um die Deutsche Meisterschaft teil. Er bestritt das am 2. Mai 1943 mit 3:0 beim VfB Stuttgart gewonnene Spiel der 1. Runde, in dem er mit dem verwandelten Strafstoß in der 86. Minute das Tor zum Endstand erzielte. Ferner bestritt er das am 16. Mai mit 2:0 gewonnene Achtelfinale gegen Kickers Offenbach und das am 30. Mai mit 0:2 verlorene Viertelfinale gegen den First Vienna FC.
Während seiner Vereinszugehörigkeit bestritt er 1936 und 1938 jeweils zwei und 1942 fünf Spiele im Wettbewerb um den nationalen Vereinspokal. Sein Debüt gab er am 14. Juni 1936 beim 1:0-Erstrunden-Sieg bei den Stuttgarter Kickers, seine Mannschaft schied jedoch am 16. August im Wiederholungsspiel beim 1. FC Pforzheim aus dem Wettbewerb aus, nachdem die Begegnung in der 2. Runde mit 3:3 nach Verlängerung keinen Sieger gefunden hatte. Mit seinem neunten und zugleich letzten Pokalspiel krönte er seine Leistungen bis dahin mit dem Gewinn des Pokals; das am 15. November 1942 im Berliner Olympiastadion vor 80.000 Zuschauern gegen den FC Schalke 04 ausgetragene Finale wurde mit 2:0 gewonnen.
Nach dem Ende des Zweiten Weltkriegs und mit dem Start der Oberliga Süd, eine von drei Staffeln der nunmehr höchsten deutschen Spielklasse, bestritt er in dieser zwei weitere Spielzeiten für den TSV 1860 München. Er beendete seine Fußballerkarriere am Saisonende 1946/1947 als Viertplatzierter.

## Erfolge
- Gaumeister Südbayern 1943
- Tschammerpokal-Sieger 1942
- Gaumeister Bayern 1941